# The Doors
The Doors was een Amerikaanse band uit de jaren 1965 - 1973. De band maakte rockmuziek met psychedelische melodieën en poëtische teksten.
De naam is ontleend aan een citaat uit het boek The Doors of Perception van Aldous Huxley: "There are things known and there are things unknown, and in between are the doors of perception".

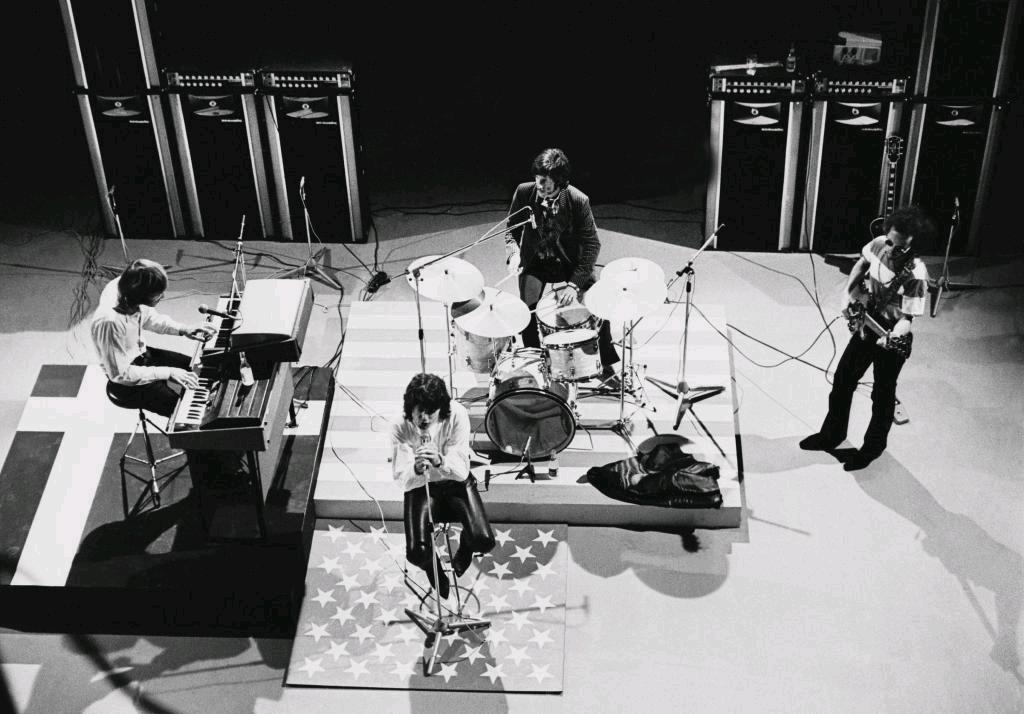
The Doors in Kopenhagen, 1968

De grootste successen boekte de band in de originele bezetting met Jim Morrison als leadzanger. In deze bezetting bracht de band zes studioalbums uit, waarvan een aantal nummers geschreven waren onder invloed van drugs, zoals lsd. Morrison overleed in de zomer van 1971 in Parijs en ligt aldaar begraven op de Cimetière du Père-Lachaise onder de naam James Douglas Morrison. Daarna bracht de band nog twee studioalbums uit met nieuwe nummers. De zang op deze albums werd door toetsenist Ray Manzarek en gitarist Robby Krieger overgenomen. Na bijna dertig jaar kwam het tot een reünie. Op initiatief van Krieger en Manzarek vormde zich The Doors of the 21st Century. Aangevuld met Ian Astbury als vervanger van Jim Morrison speelden ze in diverse concertzalen. Drummer Stewart Copeland trad in deze nieuwe bezetting van The Doors in 2002 - 2003 ook enkele keren met hen op.

## Muziek
The Doors golden als een van de grootste en belangrijkste bands van de jaren zestig. De muziek is een mengsel van blues, rock, psychedelische muziek, klassieke muziek en jazz. Het opruiende en compromisloze optreden van Morrison maakte hun optredens radicaal en controversieel. Menig maal droeg Morrison zijn zelfgeschreven gedichten voor.
Wat in de muzikale bezetting opvalt, is de afwezigheid van een bassist. Er is gezocht naar een bassist, maar niemand was bereid de baspartijen op de voorgestelde manier te spelen. De baspartijen worden door Ray Manzarek met zijn linkerhand gespeeld op een Fender Rhodes Piano Bass, die bovenop zijn Continental Vox orgel was geplaatst.
Tijdens de studio-opnames voor hun albums werden bassisten ingehuurd zoals Larry Knechtel, Kerry Magness, Leroy Vinnegar, Harvey Brooks, Ray Neopolitan, Lonnie Mack, Douglas Lubahn en Jerry Scheff. Laatstgenoemde was de bassist van Elvis Presley tijdens diens shows in Las Vegas van 1969 tot en met 1977. Hij heeft LA Woman ingespeeld. Jim Morrison zou hem hebben gevraagd, omdat hij een grote fan van Elvis was. Er wordt gezegd dat Scheff op verzoek van Morrison deel zou gaan uitmaken van de band. Door de dood van Morrison is het daar echter niet van gekomen.
Robby Krieger is een veelzijdige gitarist. Hij begon op zijn zestiende te spelen op een Spaanse gitaar en kreeg later les van Ravi Shankar op sitar en sarod. Na het zien van een optreden van Chuck Berry koos hij voor een wijnrode Gibson SG. Door zijn voorkeur voor blues, de slidegitaar en het met de vingers bespelen van de snaren in plaats van met een plectrum beschikt Robby Krieger over een karakteristieke speelstijl.
The Doors brachten een opvallend lang nummer (11:39) op hun debuutalbum The Doors uit: The End. Bij live-optredens werd dit nog verder opgerekt, zodat sommige uitvoeringen wel 25 minuten duurden. Grote delen van het nummer werden dan geïmproviseerd. Morrison droeg daardoorheen zijn poëzie voor, soms geïmproviseerd. Een goed voorbeeld daarvan is terug te vinden op de Matrix-tapes (1967), die alleen nog via het bootlegcircuit verkrijgbaar zijn.
De harmonieën worden grotendeels bepaald door de lage stem van Morrison die afsteekt tegen de schelle klanken van het Hammondorgel van Manzarek. Vaak wordt een ostinato (steeds herhaald kort motief) gebruikt. Tijdens hun improvisaties maakten ze gebruik van de turnaround, een van oorsprong uit de jazz stammende akkoordenstructuur die zich steeds herhaalt. Hierdoor worden eindeloze improvisaties mogelijk. In de partituren bedienden The Doors zich vaak van een harmonische of melodische mineurtoonladder. Ook komen er none-akkoorden, pentatoniek en soms zelfs dodecafonie voor. Al deze middelen leveren een scala aan mogelijkheden. Zeker in de lange nummers zijn ze veelvuldig gebruikt, waardoor er een grote spanningsboog ontstaat.
Voor hun teksten maken The Doors voornamelijk gebruik van de poëzie van Jim Morrison. Veel van zijn teksten zijn moeilijk te begrijpen, mystiek en somber van toon. Ze zijn dikwijls gebaseerd op gebeurtenissen uit het leven van Morrison zelf. Geweld, seks en de dood zijn belangrijke thema's. Hiervoor vond Morrison inspiratie bij Arthur Rimbaud en Charles Baudelaire, dichters die hem er mede toe deden besluiten zich in Parijs te vestigen.
De tekst van The End leverde de band kritiek op vanwege het onderwerp ― het oedipuscomplex. Zo kostte het nummer The Doors hun vaste contract als huisband van de club Whisky A Go Go, waar ze het voor het eerst speelden.
Ook Robby Krieger schreef een aantal liedteksten, waaronder het zeer succesvolle Light My Fire.
In de vier jaar dat de band in zijn originele bezetting bestond, veranderde de stijl onder invloed van de algehele tijdgeest van acid rock naar een meer bluesachtige sound. Met name op L.A. Woman valt dit verschil op. Hier is tevens de verandering in de stem van Morrison ― die door zijn verslaving rauwer, instabieler en lager was geworden ― op. Ook bediende de band zich vaker van een basgitarist.

## Sociale en muzikale invloed
Door het charisma van Jim Morrison was de band erg invloedrijk bij de jeugd. Dit tot groot ongenoegen van veel volwassenen, die in Morrison een provocateur, een dandy en onruststoker zagen. Zijn voortijdig overlijden heeft van Morrison een icoon gemaakt, waardoor de muziek meerdere generaties doorstaan heeft en in sommige kringen nog steeds hogelijk gewaardeerd wordt.
Ondanks het succes kwamen The Doors ernstig in de problemen toen Morrison vervolgd werd voor exhibitionisme en verstoring van de openbare orde. Dit was het gevolg van een optreden in Miami in 1969, waar hij op het podium zijn lid zou hebben laten zien aan het publiek. Legendarisch is de uitspraak van de aanklager aan het einde van zijn requisitoir: And he did take his penis out, and shook it. Uiteindelijk werd Morrison veroordeeld voor openbare dronkenschap en exhibitionisme, maar niet voor de publieke masturbatie waar hij aanvankelijk voor opgepakt was. Optredens in grote steden werden door deze publiciteit afgezegd, waardoor de band ontbrak op de grotere festivals uit de late jaren zestig. Zo was de band vleugellam geworden. Morrison ging in beroep, maar overleed in 1971 in Parijs terwijl het proces nog liep. De gouverneur van de staat Florida, Charlie Crist, zette zich in voor gratie omdat er altijd twijfel is geweest over het bewijs. De Clementieraad van de staat sprak zich in december 2010, 37 jaar na zijn dood, unaniem uit voor postume vergiffenis.
Veel mensen zien The Doors als belangrijke vertegenwoordigers van de tegenbeweging van de jaren zestig. Ook de muziek en teksten zijn van blijvende waarde gebleken, zoals te zien is aan het grote aantal covers, de blijvende airplay en verkoop van albums, en het grote aantal bands dat zegt beïnvloed te zijn door The Doors.

## Discografie

### Albums
| Album met eventuele hitnotering(en) in de Nederlandse Album Top 100 | Datum van verschijnen | Datum van binnenkomst | Hoogste positie | Aantal weken | Opmerkingen                  |
| ------------------------------------------------------------------- | --------------------- | --------------------- | --------------- | ------------ | ---------------------------- |
| The Doors                                                           | 4 januari 1967        | -                     | -               | -            |                              |
| Strange Days                                                        | 25 september 1967     | -                     | -               | -            |                              |
| Waiting for the Sun                                                 | 3 juli 1968           | -                     | -               | -            |                              |
| The Soft Parade                                                     | 18 juli 1969          | 30 augustus 1969      | 4               | 6            |                              |
| Morrison Hotel                                                      | 9 februari 1970       | 2 mei 1970            | 6               | 5            |                              |
| Absolutely Live                                                     | 7 juli 1970           | -                     | -               | -            | Livealbum                    |
| 13                                                                  | 13 november 1970      | -                     | -               | -            | Verzamelalbum                |
| L.A. Woman                                                          | 19 april 1971         | 5 juni 1971           | 1               | 21           |                              |
| Other Voices                                                        | 25 oktober 1971       | -                     | -               | -            |                              |
| Weird Scenes Inside the Gold Mine                                   | 12 januari 1972       | -                     | -               | -            | Verzamelalbum                |
| Full Circle                                                         | 27 augustus 1972      | -                     | -               | -            |                              |
| The Best of The Doors                                               | 1976                  | -                     | -               | -            | Verzamelalbum                |
| An American Prayer                                                  | 17 november 1978      | -                     | -               | -            | als Jim Morrison & The Doors |
| Alive She Cried                                                     | 30 september 1983     | 12 november 1983      | 33              | 3            | Livealbum                    |
| Classics                                                            | 1985                  | -                     | -               | -            | Verzamelalbum                |
| Live at the Hollywood Bowl                                          | 1 september 1987      | -                     | -               | -            | Livealbum                    |
| The Best of The Doors                                               | 27 januari 1986       | 3 maart 1990          | 14              | 37           | Verzamelalbum                |
| The Doors                                                           | 1 maart 1991          | 25 mei 1991           | 36              | 18           | Soundtrack                   |
| The Doors in Concert                                                | 1991                  | 8 juni 1991           | 46              | 9            | Livealbum                    |
| The Doors Box Set (part 1)                                          | 1998                  | -                     | -               | -            | Verzamelalbum                |
| The Doors Box Set (part 2)                                          | 1998                  | -                     | -               | -            | Verzamelalbum                |
| The Best of The Doors                                               | 11 september 2000     | 23 september 2000     | 38              | 22           | Verzamelalbum                |
| Bright Midnight: Live in America                                    | 19 februari 2002      | -                     | -               | -            | Livealbum                    |
| The Very Best of The Doors (40th Anniversary)                       | 23 maart 2007         | 31 maart 2007         | 12              | 23           | Verzamelalbum                |
| The Singles                                                         | 15 september 2017     | 23 september 2017     | 71              | 1            | Verzamelalbum                |
| Live at the Isle of Wight Festival 1970                             | 23 februari 2018      | 3 maart 2018          | 76              | 1            | Livealbum                    |

| Album met hitnotering(en) in de Vlaamse Ultratop 200 albums | Datum van verschijnen | Datum van binnenkomst | Hoogste positie | Aantal weken | Opmerkingen                  |
| ----------------------------------------------------------- | --------------------- | --------------------- | --------------- | ------------ | ---------------------------- |
| An American Prayer                                          | 1978                  | 10 juni 1995          | 24              | 6            | als Jim Morrison & The Doors |
| Greatest Hits                                               | 1995                  | 14 oktober 1995       | 19              | 3            | Verzamelalbum                |
| The Best of The Doors                                       | 2000                  | 4 augustus 2001       | 17              | 10           | Verzamelalbum                |
| The Best of                                                 | 1985                  | 6 december 2003       | 95              | 1            | Verzamelalbum                |
| The Very Best of The Doors (40th Anniversary)               | 2007                  | 31 maart 2007         | 10              | 15           | Verzamelalbum                |
| A Collection                                                | 8 juli 2011           | 9 juli 2011           | 66              | 7            | Verzamelalbum                |
| L.A. Woman                                                  | 1971                  | 4 februari 2012       | 50              | 3            |                              |
| Live at the Bowl '68                                        | 2012                  | 3 november 2012       | 124             | 5            |                              |

### Singles
| Single met eventuele hitnotering(en) in de Nederlandse Top 40 | Datum van verschijnen | Datum van binnenkomst | Hoogste positie | Aantal weken | Opmerkingen                               |
| ------------------------------------------------------------- | --------------------- | --------------------- | --------------- | ------------ | ----------------------------------------- |
| Light My Fire                                                 | 1967                  | 12 augustus 1967      | 25              | 10           |                                           |
| The Unknown Soldier                                           | 1968                  | 15 juni 1968          | 23              | 8            | Nr. 17 in de Single Top 100               |
| Hello, I Love You (Won't You Tell Me Your Name?)              | 1968                  | 10 augustus 1968      | 14              | 9            | Nr. 2 in de Single Top 100                |
| Touch Me                                                      | 1969                  | 25 januari 1969       | 21              | 5            | Nr. 19 in de Single Top 100               |
| Wishful Sinful                                                | 1969                  | 26 april 1969         | tip9            | -            |                                           |
| Tell All the People                                           | 1969                  | 21 juni 1969          | tip18           | -            |                                           |
| Love Her Madly                                                | 1971                  | 8 mei 1971            | 9               | 8            | Nr. 4 in de Single Top 100 / Alarmschijf  |
| Riders on the Storm                                           | 1971                  | 31 juli 1971          | 7               | 9            | Nr. 7 in de Single Top 100 / Alarmschijf  |
| Waiting for the Sun                                           | 1971                  | 23 oktober 1971       | 17              | 5            | Nr. 14 in de Single Top 100               |
| Tightrope Ride                                                | 1971                  | 25 december 1971      | 27              | 3            | Nr. 23 in de Single Top 100               |
| Ships with Sails                                              | 1972                  | 8 april 1972          | tip16           | -            |                                           |
| The Mosquito                                                  | 1973                  | 6 januari 1973        | 18              | 6            | Nr. 17 in de Single Top 100               |
| Light My Fire                                                 | 1991                  | 13 juli 1991          | 29              | 4            | Nr. 27 in de Single Top 100               |
| Rapture Riders                                                | 3 maart 2006          | 18 maart 2006         | tip10           | -            | met Blondie / Nr. 39 in de Single Top 100 |

| Single met hitnotering(en) in de Vlaamse Ultratop 50 | Datum van verschijnen | Datum van binnenkomst | Hoogste positie | Aantal weken | Opmerkingen                               |
| ---------------------------------------------------- | --------------------- | --------------------- | --------------- | ------------ | ----------------------------------------- |
| Hello, I Love You (Won't You Tell Me Your Name?)     | 1968                  | 31 augustus 1968      | 11              | 5            |                                           |
| Light My Fire                                        | 1966                  | 20 juli 1991          | 41              | 1            | Nr. 24 in de Radio 2 Top 30               |
| Rapture Riders                                       | 2006                  | 25 maart 2006         | 21              | 10           | met Blondie / Nr. 17 in de Radio 2 Top 30 |
| Breakn' a Sweat                                      | 2013                  | 2 februari 2013       | tip48           |              | met Skrillex                              |

### NPO Radio 2 Top 2000
| Nummers met noteringen in de NPO Radio 2 Top 2000 | '99 | '00 | '01 | '02 | '03 | '04 | '05  | '06  | '07  | '08  | '09  | '10  | '11  | '12  | '13 | '14  | '15  | '16  | '17  | '18  | '19  | '20  | '21  | '22  | '23  | '24  |
| ------------------------------------------------- | --- | --- | --- | --- | --- | --- | ---- | ---- | ---- | ---- | ---- | ---- | ---- | ---- | --- | ---- | ---- | ---- | ---- | ---- | ---- | ---- | ---- | ---- | ---- | ---- |
| Break On Through (To the Other Side)              | -   | -   | -   | -   | -   | -   | -    | -    | -    | -    | -    | -    | -    | -    | -   | -    | 1296 | 1422 | 1501 | 1021 | 1633 | 1603 | 1859 | 1886 | -    | 1963 |
| L.A. Woman                                        | -   | 218 | -   | 351 | 217 | 321 | 308  | 396  | 315  | 327  | 280  | 299  | 265  | 235  | 239 | 312  | 345  | 360  | 421  | 678  | 503  | 531  | 450  | 547  | 559  | 568  |
| Light My Fire                                     | 60  | 99  | 129 | 113 | 96  | 126 | 157  | 166  | 218  | 143  | 201  | 222  | 203  | 196  | 229 | 289  | 357  | 377  | 404  | 529  | 539  | 535  | 570  | 660  | 736  | 705  |
| Love Her Madly                                    | -   | 658 | 615 | 557 | 630 | 705 | 879  | 1009 | 1112 | 849  | 886  | 987  | 854  | 888  | 940 | 1134 | 1368 | 1431 | 1412 | 1845 | 1557 | 1572 | 1490 | 1766 | 1763 | 1888 |
| People Are Strange                                | -   | -   | -   | -   | -   | -   | 1099 | 724  | 739  | 1158 | 731  | 678  | 517  | 388  | 361 | 501  | 527  | 683  | 781  | 1015 | 874  | 1006 | 982  | 1053 | 1075 | 1124 |
| Riders on the Storm                               | 12  | 14  | 12  | 10  | 12  | 16  | 24   | 26   | 33   | 22   | 26   | 27   | 23   | 32   | 30  | 40   | 49   | 46   | 49   | 58   | 75   | 81   | 87   | 102  | 103  | 117  |
| Roadhouse Blues                                   | -   | -   | -   | -   | -   | -   | -    | -    | -    | -    | -    | -    | -    | -    | -   | -    | 1879 | 1098 | 1455 | 1571 | 1166 | 1262 | 1217 | 1151 | 1319 | 1429 |
| The Crystal Ship                                  | -   | -   | -   | -   | -   | -   | -    | -    | -    | -    | -    | -    | -    | -    | -   | -    | -    | 1957 | -    | -    | -    | -    | -    | -    | -    | -    |
| The End                                           | -   | 109 | 158 | 122 | 102 | 123 | 145  | 151  | 106  | 127  | 142  | 143  | 113  | 124  | 120 | 152  | 181  | 229  | 244  | 203  | 327  | 395  | 379  | 427  | 475  | 557  |
| Touch Me                                          | -   | 940 | -   | 568 | 691 | 821 | 604  | 705  | 801  | 714  | 767  | 733  | 690  | 728  | 693 | 891  | 1063 | 1083 | 1168 | 1713 | 1468 | 1670 | 1656 | 1875 | -    | 1959 |
| Waiting for the Sun                               | 500 | -   | 767 | -   | -   | -   | -    | -    | -    | -    | 1217 | 1176 | 1215 | 1259 | 996 | 1370 | 1770 | 1820 | 1989 | 1936 | -    | -    | -    | -    | -    | -    |

1. ↑  Een '-' betekent dat het nummer niet was genoteerd en een vetgedrukt getal geeft de hoogste notering van een nummer aan.

### Dvd's
| Dvd's met hitnoteringen in de Dvd Top 30 | Datum van verschijnen | Datum van binnenkomst | Hoogste positie | Aantal weken | Opmerkingen |
| ---------------------------------------- | --------------------- | --------------------- | --------------- | ------------ | ----------- |
| Mr. Mojo Risin': The Story of L.A. Woman | 2012                  | 28 januari 2012       | 21              | 3            |             |
| Live at the Bowl '68                     | 2012                  | 27 oktober 2012       | 6               | 13           |             |
| Feast of Friends                         | 2014                  | 15 november 2014      | 4               | 8            |             |
| Live at the Isle of Wight Festival 1970  | 2018                  | 3 maart 2018          | 1(1wk)          | 5            |             |

| Dvd's met hitnoteringen in de Vlaamse Ultratop muziek-dvd top 10/20 | Datum van verschijnen | Datum van binnenkomst | Hoogste positie | Aantal weken | Opmerkingen |
| ------------------------------------------------------------------- | --------------------- | --------------------- | --------------- | ------------ | ----------- |
| Anniversary Collection                                              | 2004                  | 18 september 2004     | 7               | 2            |             |
| Collector's Edition                                                 | 2010                  | 8 mei 2010            | 7               | 14           |             |
| Live at the Bowl '68                                                | 2012                  | 17 november 2012      | 10              | 2            |             |